# Alexander Moissejewitsch Nekritsch
Alexander Moissejewitsch Nekritsch (russisch Александр Моисеевич Некрич, wiss. Transliteration Aleksandr Moiseevič Nekrič; * 3. März 1920 in Baku; † 2. September 1993 in Boston) war ein sowjetischer Historiker. Er wurde besonders bekannt wegen seines Buches 22. Juni 1941, das am Ende der Entstalinisierung in der UdSSR verboten wurde.

## Leben
Nekritsch wurde in Baku geboren und studierte an der Moskauer Staatlichen Universität (MGU) Geschichte. Er schloss das Studium 1941 ab. Während des Deutsch-Sowjetischen Krieges kämpfte Nekritsch ab 1942 an der Front. 1943 trat er der KPdSU bei.
Er promovierte 1949 und wurde 1963 habilitiert. Beide Arbeiten schrieb er über die britische Außenpolitik am Vorabend des deutschen Überfalls auf die Sowjetunion. Seit 1950 arbeitete er am Institut für Geschichte der Akademie der Wissenschaften der UdSSR.
Im Oktober 1965 veröffentlichte er das Buch 1941, 22. Juni (1941, 22 ijunja), das von den wissenschaftlichen Zeitschriften in der Sowjetunion zunächst weitgehend ignoriert wurde. Lediglich Nowy Mir publizierte eine – positive – Rezension. Die Tatsache, dass Nekritsch die Verantwortung für die sowjetischen Niederlagen in der Anfangsphase des Krieges bei Stalin sah, führte rasch zu wütenden Angriffen vonseiten stalinistischer Hardliner. In der Folge wurde der Autor im Juni 1967 aus der Kommunistischen Partei ausgeschlossen. Zwei Monate später wurde 1941, 22. Juni verboten und aus allen sowjetischen Bibliotheken entfernt, bzw. in die „geschlossenen Sammlungen“ verbracht.
Nachdem auch in den Folgejahren der Druck auf den Historiker nicht nachließ, unter anderem wurden – erfolglose – Versuche unternommen, ihm die Professur zu entziehen, emigrierte er 1976 zunächst nach Großbritannien, später in die USA, wo er in Harvard lehrte.

## Werke
- Vnešnjaja politika Anglii (1939-1941 gg.) (Die Außenpolitik Englands (1939–1941). Moskau 1963.
- 1941, 22 ijunja (1941, 22. Juni). Moskau 1965 russ..  2. Auflage 1995. Auf Deutsch als:

Genickschuß. Die Rote Armee am 22. Juni 1941. Hrsg. u. eingel. von Georges Haupt, Europa, Wien u. a. 1969.
- Pariahs, partners, predators. German-Soviet relations, 1922 – 1941. New York 1997.
- Nakazannye narody (Bestrafte Völker). New York 1978. russ.)
- The Punished Peoples. The Deportation and Fate of Soviet Minorities at the End of the Second World War. New York 1978.
- Entsage der Angst. Erinnerungen eines Historikers. Ullstein u. a. 1983. Link auf den russischen Titel